# Hélios Sessolo
Claudío Hélios Sessolo Salétros Teixeira (Suiza, 26 de mayo de 1993) es un futbolista suizo que juega como centrocampista en el Fussballclub Thun de la Challenge League.

## Biografía
Es hijo del entrenador Diego Sessolo.

## Selección
Ha sido internacional con la selección sub-19 de Suiza en 2 ocasiones sin anotar goles.

## Clubes
| Club                   | País   | Año           |
| ---------------------- | ------ | ------------- |
| B. S. C. Young Boys    | Suiza  | 2013-2015     |
| F. C. Le Mont (cedido) | Suiza  | 2015          |
| F. C. Lausanne-Sport   | Suiza  | 2015-2016     |
| F. C. Le Mont          | Suiza  | 2016-2017     |
| F. C. Schaffhausen     | Suiza  | 2017-2020     |
| Ethnikos Achnas        | Chipre | 2021          |
| S. C. Kriens           | Suiza  | 2021-2022     |
| Fussballclub Thun      | Suiza  | 2023-presente |